# 第一代阿姆斯特朗男爵威廉·阿姆斯特朗
威廉·乔治·阿姆斯特朗，第一代阿姆斯特朗男爵，CB，FRS（William George Armstrong, 1st Baron Armstrong，1810年11月26日—1900年12月27日），英国工程师，阿姆斯壯-維特沃斯公司的创始人。

## 早年
阿姆斯特朗生于泰恩河畔纽卡斯尔Shieldfield Pleasant Row的一栋房子里。那栋房子离市中心约一英里远，现在已经不复存在，但有人在那里立了一块石碑。阿姆斯特朗出生的时候，当地还是乡村，发展程度不高。他的父亲也叫威廉（William），是谷物商人，在河畔做生意，担任过纽卡斯尔市长。阿姆斯特朗有一个姐姐，叫安妮（Anne），和他的母亲同名。
阿姆斯特朗在纽卡斯尔和蓋茨黑德惠克姆（Whickham）读过私立学校。16岁时，他入读奥克兰主教文法学校（Bishop Auckland Grammar School）。求学期间，阿姆斯特朗经常参观当地人威廉·瑞肖（William Shaw）的工程，还因此结识了他的女儿玛格丽特（Margaret）。
阿姆斯特朗的父亲希望他以后做律师，所以叫他跟从自己的律师朋友Armorer Donkin学习法律。他在伦敦攻读法学五年，在1833年回到纽卡斯尔。1835年，他入伙Donkin的公司，公司更名为Donkin, Stable and Armstrong。同年，阿姆斯特朗和玛格丽特结婚，婚后，他在纽卡斯尔东面杰斯蒙丹尼（Jesmond Dene）建了一栋房子。他当了11年律师。阿姆斯特朗把业余时间都花在工程学上。

## 转变
阿姆斯特朗很喜欢钓鱼。有一次，他到奔宁山脉Dent迪河钓鱼，看见一座为大理石采石场提供动力的水车在运转。阿姆斯特朗发现，这座水车对能源的浪费很严重。在回到纽卡斯尔后，他设计了一种由水力驱动的旋转式发动机（Rotary engine），还建在朋友的亨利·沃森（Henry Watson）的桥上。不幸的是，阿姆斯特朗的设计没有带来多大利益。然后，他又设计了一种往复式发动机，代替先前的发动机。阿姆斯特朗觉得这种发动机适合驱动液压起重机（Hydraulic crane）。1846年，他入选皇家学会。
1845年，纽卡斯尔计划把远处的水库的蓄水，通过管道运送到居民家中。阿姆斯特朗参与了这个计划，向纽卡斯尔公司（Newcastle Corporation）提议，把城市低处的多余水压用在驱动Quayside的起重机的用途上。他向公司介绍了他的设计：卸载货物的速度更快，成本和普通起重机相比，更加低廉。阿姆斯特朗的设计很成功，公司后来又买了三台同类起重机。
设计获得成功后，阿姆斯特朗决定改行，制造起重机和其他由液压启动的设备。他退出了律師行。阿姆斯特朗得到了生意伙伴Donkin的支持，后者资金援助他。1847年，他的公司在纽卡斯尔Elswick买了5.5英畝（22,000平方）地，兴建工厂。公司接到来自爱丁堡、北部、利物浦港和格里姆斯比的订单，制造液压起重机。公司扩张的速度很快。1850年，公司制造了45台起重机，两年后，制造了75台起重机。接下来的几十年里，公司每年平均制造100台起重机。1850年，公司雇员只有300人左右，到了1863年，雇员已经增加到3,800人。公司成立了筑桥部门，第一个订单来自因弗内斯，工程在1855年完成。

## 水力储蓄器
在水压不够的地方，阿姆斯特朗会建造水塔。然而，当他在纽荷兰（New Holland）和亨伯（Humber）进行工程时，遇到了难题：两地地质都已沙为主，难以承托水塔。阿姆斯特朗决定研发一种水力储蓄器（Hydraulic accumulator）。储能器由一个空心铸铁圆筒和一根柱塞组成，柱塞支撑着重物。柱塞在水中缓慢上升，迫使河水进入圆筒。如果不引人注目的话，这个储蓄器意义重大，在此后能够得到多方面的应用。

## 武备

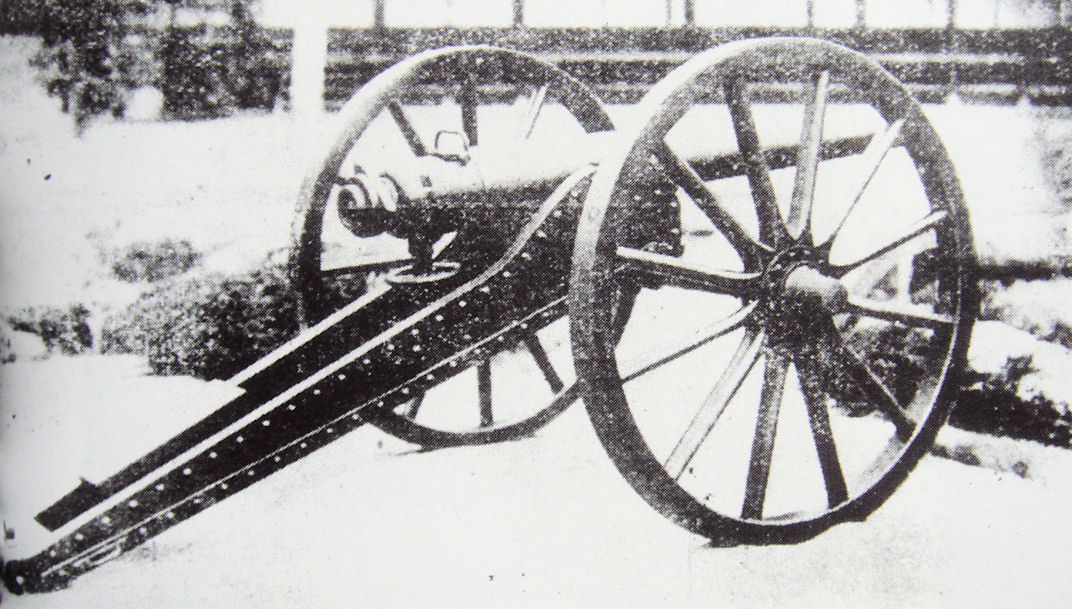
戊辰戰爭中的阿姆斯特朗大砲。

1854年，在克里米亚战争进行期间，阿姆斯特朗得知，英国陆军所使用的重型战地炮十分笨重，不易移动。他决定研发一种重量轻、机动性强、射程远、精准度高的新型战地炮。战地炮是后膛填装（Breech-loading）的，炮管很坚硬，内壁刻有旋转的膛线，发射圆筒形炮弹，而非传统的圆形炮弹。战地炮在测试中的表演很优秀，但委员会认为它口径太小。阿姆斯特朗放大了最初的设计，他的设计最后击败其他人的设计，受到采纳。他把设计的专利权让出，没有借此牟利。因此，阿姆斯特朗在1859年获英女皇维多利亚册封为下級勳位爵士。同时，他获任为陆军部线膛武器工程师。为避免与自己的公司发生利益冲突，阿姆斯特朗建立了一间新公司，叫Elswick Ordnance Company，他不向这间公司投入资金。新公司只为英国政府制造武器。他翻新了伍利奇兵工厂，以建造新型战地炮。
设计取得成功后，阿姆斯特朗遇到了来自军方和同行约瑟夫·惠特沃思（Joseph Whitworth）挑战。有关新型战地炮的负面消息不断出现，这些消息指战地炮难以操纵、价格高昂、使用危险、需要经常维护。阿姆斯特朗在多个政府委员会面前，一一驳回了这些指控。1862年，政府决定暂定订购新型战地炮，恢复采购前膛填装（Muzzle-loading）武器，位于Elswick的工厂因此停产。过了一段时间后，军火出口的禁令解除，公司得以向美利坚合众国和美利坚联盟国出售武器。

## 战舰
1864年，阿姆斯特朗的两间公司，W.G. Armstrong & Company和Elswick Ordnance Company合并为Sir W.G. Armstrong & Company。他还辞去了政府职务，利益冲突不复存在。公司把注意力转移到舰炮上。1867年，阿姆斯特朗和查尔斯·米切尔（Charles Mitchell）达成了一个协议：战舰由米切尔的船厂的提供，舰炮由阿姆斯特朗的工厂提供。两人合作建造的第一艘战舰叫HMS Staunch，是一艘炮艇。
1876年，阿姆斯特朗的公司出资重建了纽卡斯尔的一条桥梁，因为旧的桥梁阻挡了航往Elswick装炮的战舰。1882年，阿姆斯特朗的公司和米切尔德公司合并为Sir William Armstrong, Mitchell and Co. Ltd.。两年后，公司在Elswick建了一个船厂。船厂建造的第一艘战舰是SMS Panther，第二艘战舰是SMS Leopard，两艘战舰的订购者都是奥匈帝国。
Elswick船厂建造的第一艘战列舰是HMS Victoria，在1887年下水。这艘战列舰原名为HMS Renown，为庆祝女皇金禧，临时改名。战列舰的第一颗和最后一颗铆钉，都是阿姆斯特朗钉下的。这艘战列舰很臃肿，在1893年和HMS Camperdown相撞沉没，造成358人丧生，当中包括海军中将乔治·特赖恩爵士（Vice-Admiral Sir George Tryon）。船厂的另一个大客户是日本，买下了几艘巡洋舰，当中有几艘参与了日俄战争。有人说，对马海峡海战中，日军的每一支舰炮都是Elswick船厂制造的。Elswick船厂是世上唯一有能力完全独立建造（包括装上舰炮）战列舰的船厂。
Elswick船厂蒸蒸日上，在1870年，已经占据了四分之三英里河岸线。当地人口也由1851年的3,539人增长到1871年的27,800人。1894年，阿姆斯特朗的公司为倫敦塔橋建造了蒸汽泵水发动机、水力储蓄器和液压泵水发动机。1897年，阿姆斯特朗的公司和老对手约瑟夫·惠特沃思的公司合并为Sir W.G. Armstrong, Whitworth & Co Ltd.。这时，惠特沃思已经去世多年了。
阿姆斯特朗提拔了许多优秀的工程师，如安德鲁·诺比尔（Andrew Noble）和乔治·怀特威克·伦德尔（George Wightwick Rendel），他们研发的同轴武器系统和炮塔液压控制系统，受到世界各国广泛采用。伦德尔将巡洋舰引入海军。诺比尔和伦德尔一直不和，两人在阿姆斯特朗去世后爆发了冲突。

## 克拉格塞德

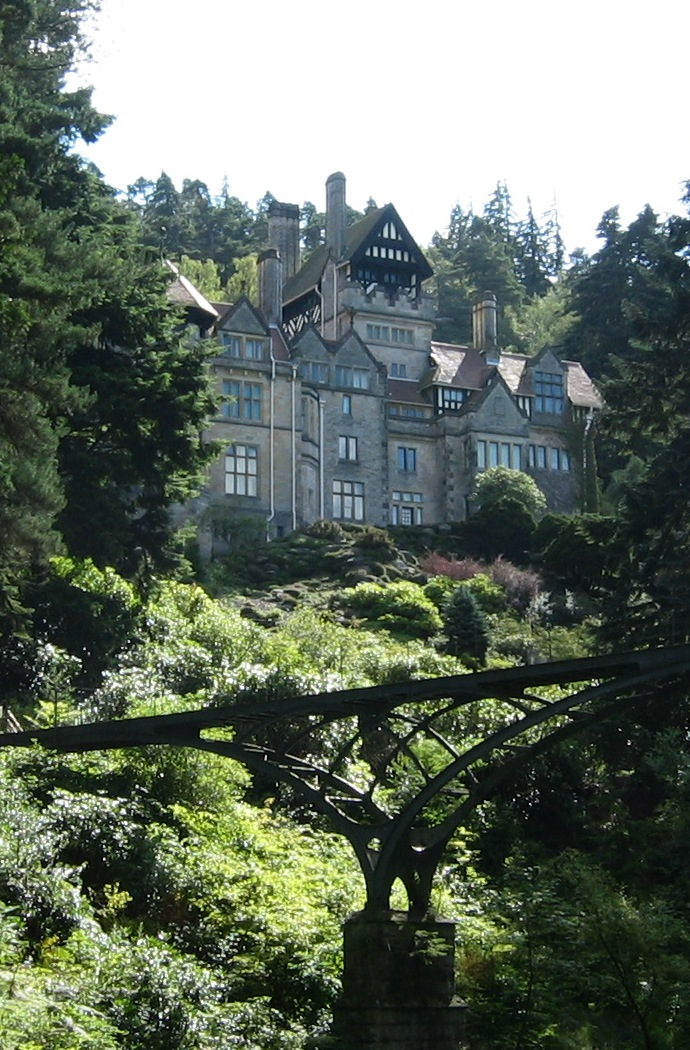
克拉格塞德。

自1863年开始，阿姆斯特朗日渐减少参与公司日常事务。他提拔了几个能人接替他。阿姆斯特朗结婚时买下了位于纽卡斯尔西杰斯蒙丹尼的杰斯蒙丹尼楼，并开始装修这个庄园。1860年，他委托当地建筑师约翰·多布森（John Dobson），为庄园设计一个宴会厅。阿姆斯特朗的庄园离纽卡斯尔很近，交通便利，方便他工作。后来，他空闲时间多了，他想在乡间再买一个庄园。
阿姆斯特朗儿时经常到罗斯伯里（Rothbury）去，有一次，他到此地养病，寻回了儿时的记忆。1863年，他买下了当地一片陡峭的山坡，附近有一个村落，一条河流。他开辟土地，把房子建在岩石上，并监督了建造过程。阿姆斯特朗还监督了掩盖裸露的岩石的树木和苔藓的种植过程。他的新居名为克拉格塞德（Cragside）。克拉格塞德面积达1,729英亩（7平方公里），上面种有七百万棵树，还有五个人工湖，31英里（50公里）马车车道。人工湖为水力发电提供了能量。克拉格塞德是世界上第一个电力照明的庄园，使用的是约瑟夫·斯万发明的白炽灯。
阿姆斯特朗住在克拉格塞德的时间日渐增多，克拉格塞德变成了他的主要居所。1869年，他委托著名建筑师理查德·诺曼·肖（Richard Norman Shaw）扩建和装修克拉格塞德。工程进行的时间超过15年。1883年，阿姆斯特朗把杰斯蒙丹尼楼交给纽卡斯尔市，只为自己留下了隔壁的房子。他在克拉格塞德接见过许多重要人物，当中包括波斯国王、泰国国王、清朝官員和威尔士亲王。

## 晚年
1873年，阿姆斯特朗获任为諾森伯蘭郡郡督（High Sheriff of Northumberland）。1881年12月，他获选为英國土木工程師學會主席。1886年，阿姆斯特朗受人说服，以自由统一党人身份，参选泰恩河畔纽卡斯尔选区国会议员，未获成功，得票排名第三。同年，纽卡斯尔赋予他榮譽市民（Freedom of the City）的身份。1887年，阿姆斯特朗获册封为諾森伯蘭郡克拉格塞德的阿姆斯特朗男爵。他去世前的最后一个大型计划是购买和重建班堡城堡。阿姆斯特朗的妻子，玛格丽特，在1893年9月去世。他则在1900年12月27日去世，享年90岁。阿姆斯特朗葬于罗斯伯里教堂墓地（Rothbury churchyard），在他的妻子旁边。他没有子嗣，遗产由侄孙威廉·沃森-阿姆斯特朗，第一代阿姆斯特朗男爵（William Watson-Armstrong, 1st Baron Armstrong）继承。阿姆斯特朗的公司在他去世后，交给了安德鲁·诺贝尔打理。
作为军火商人，阿姆斯特朗的名声很大。萧伯纳的戏剧Major Barbara中的一个军火巨头的原型，可能就是他。Iain Pears的历史-神秘小说Stone's Fall中的一个角色和阿姆斯特朗相比，也有相似之处。

## 对军火的观点
没有证据能够证明，阿姆斯特朗在加入军火行业时，犹疑不定。他曾经这么说：“我不会在意我所做的事情，会挑起战争，使得人权受到侵犯。”阿姆斯特朗还这么说过：“我们工程师的职责就是让物质的力量服从人的意志；人们必须合法地使用我们的产物。”

## 对可再生能源的观点
阿姆斯特朗主张使用可再生能源。他认为每一种运用煤的方式，都是浪费和奢侈的。他在1863年预测，英国在两个世纪后，就不能再产出煤了。他不但主张水力发电，还主张太阳能发电，认为热带地区一英亩土地接收的太阳能的能量抵得上4,000匹马每日行进九个小时所产生出来的能量。

## 受益者
1883年，阿姆斯特朗把自己在杰斯蒙丹尼的宅邸捐献给纽卡斯尔市。一同捐献给纽卡斯尔市的还有阿姆斯特朗桥、阿姆斯特朗公园。1871年，他创办了物理科学学院（College of Physical Science，后为纽卡斯尔大学）。阿姆斯特朗曾两度担任机械工程师协会主席。他为Newcastle's Hancock Natural History Museum的建设工程捐献了11,500英镑（在2010年价值超过555,000英镑）。阿姆斯特朗的遗产也用在了慈善用途上。1901年，他的财产继承人，威廉·沃森-阿姆斯特朗为Royal Victoria Infirmary加建大楼捐献了100,000英镑（在2012年价值8,050,243英镑）。1903年，威廉·沃森-阿姆斯特朗获封为阿姆斯特朗男爵。

## 进阶阅读
- Henrietta Heald (2010), William Armstrong: Magician of the North. Newcastle: Northumbria Press. ISBN 1-904794-49-1.
- Ken Smith (2005), Emperor of Industry: Lord Armstrong of Cragside. Newcastle: Tyne Bridge Publishing, 48pp. ISBN 1-85795-127-1.